# New England Aquarium
Koordinaten: 42° 21′ 33,2″ N, 71° 2′ 56,9″ W

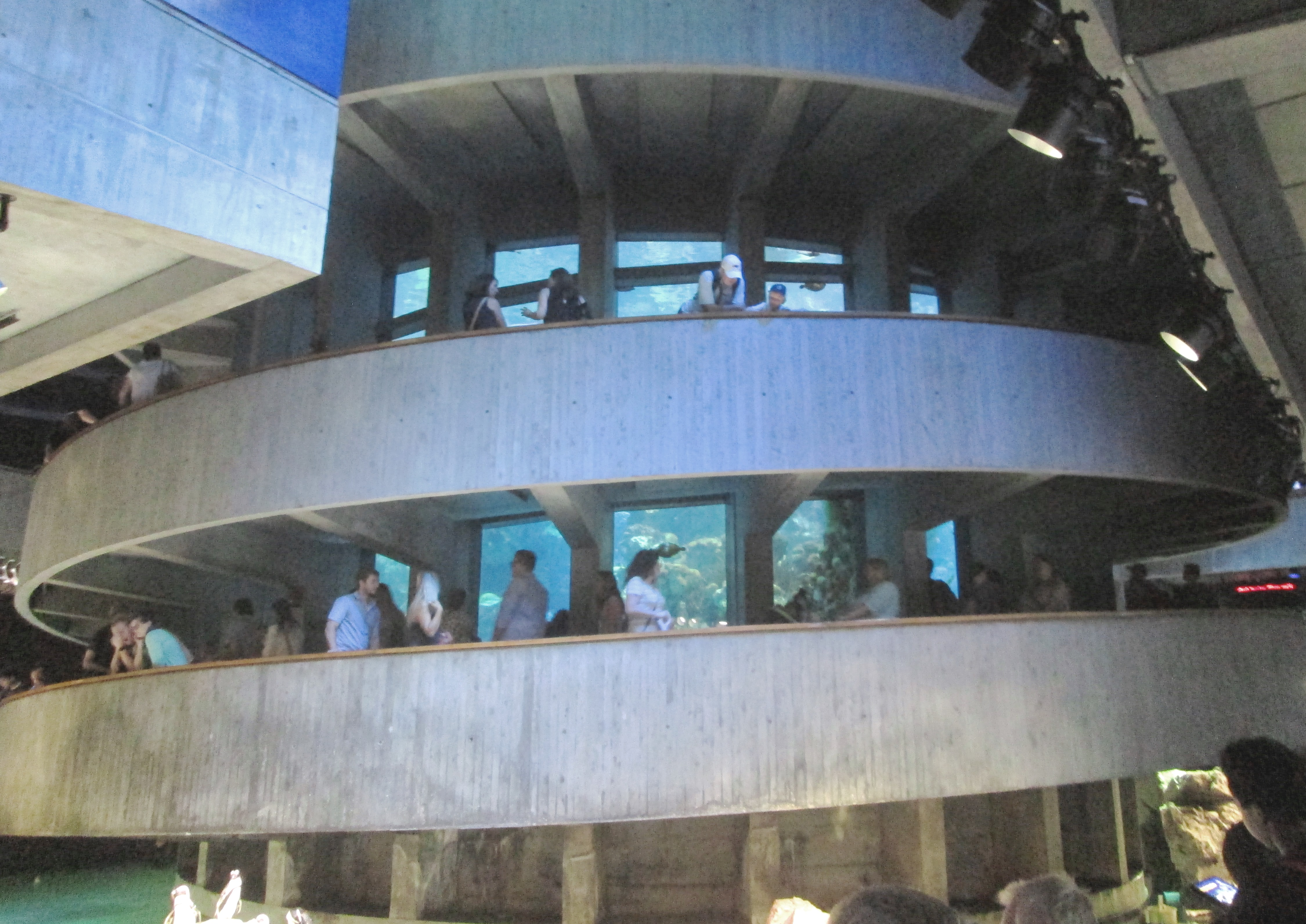
Spiralförmiger Weg um den Giant Ocean Tank

Das New England Aquarium ist ein Schauaquarium in Boston im US-Bundesstaat Massachusetts. Das Aquarium liegt direkt an den Hafenanlagen der Stadt (Central Wharf (South)) in der Nähe der Einfahrt zum Callahan Tunnel. Es ist bei der Association of Zoos and Aquariums (AZA) akkreditiert und arbeitet als Non-Profit-Organisation.

## Geschichte
Am 20. Juni 1969 wurde das New England Aquarium eröffnet und zählte an diesem Tag bereits 12.000 Besucher. 1970 wurde mit dem Giant Ocean Tank ein großes Meerwasserbecken in Betrieb genommen und die erste Grüne Meeresschildkröte eingesetzt, die weiterhin im Aquarium lebt. In den folgenden Jahren nahmen wissenschaftliche Laboratorien sowie das Marine Animal Health Care Center zur Pflege erkrankter Tiere den Betrieb auf. 1996 begannen die Erdarbeiten für die Westflügel-Erweiterung. Im Jahr 2001 wurde ein 3D-Theater mit einem großen Flachbildschirm eröffnet, in dem Tiere gezeigt werden, die zu groß, zu klein oder zu gefährdet sind, um sie im Aquarium direkt zu zeigen.

## Anlagenkonzept und Tierbestand
Das New England Aquarium zeigt rund 10.000 Tiere. Den Besuchern stehen neben diversen Schaubecken und Außenanlagen auf verschiedenen Ebenen außerdem ein Informationszentrum (Blue Plant Action) sowie Cafés und Andenkenläden zur Verfügung. Nahe am Eingang zum Aquarium befindet sich der The Trust Family Foundation Shark and Ray Touch Tank, ein Meerwasserbecken mit Haien und Rochen der Ozeane. Süßwasserrochen, beispielsweise Leopoldsrochen (Potamotrygon leopoldi), der im englischen Sprachgebrauch Polka-dot stingray genannt wird, sind in einem separaten Becken ausgestellt.

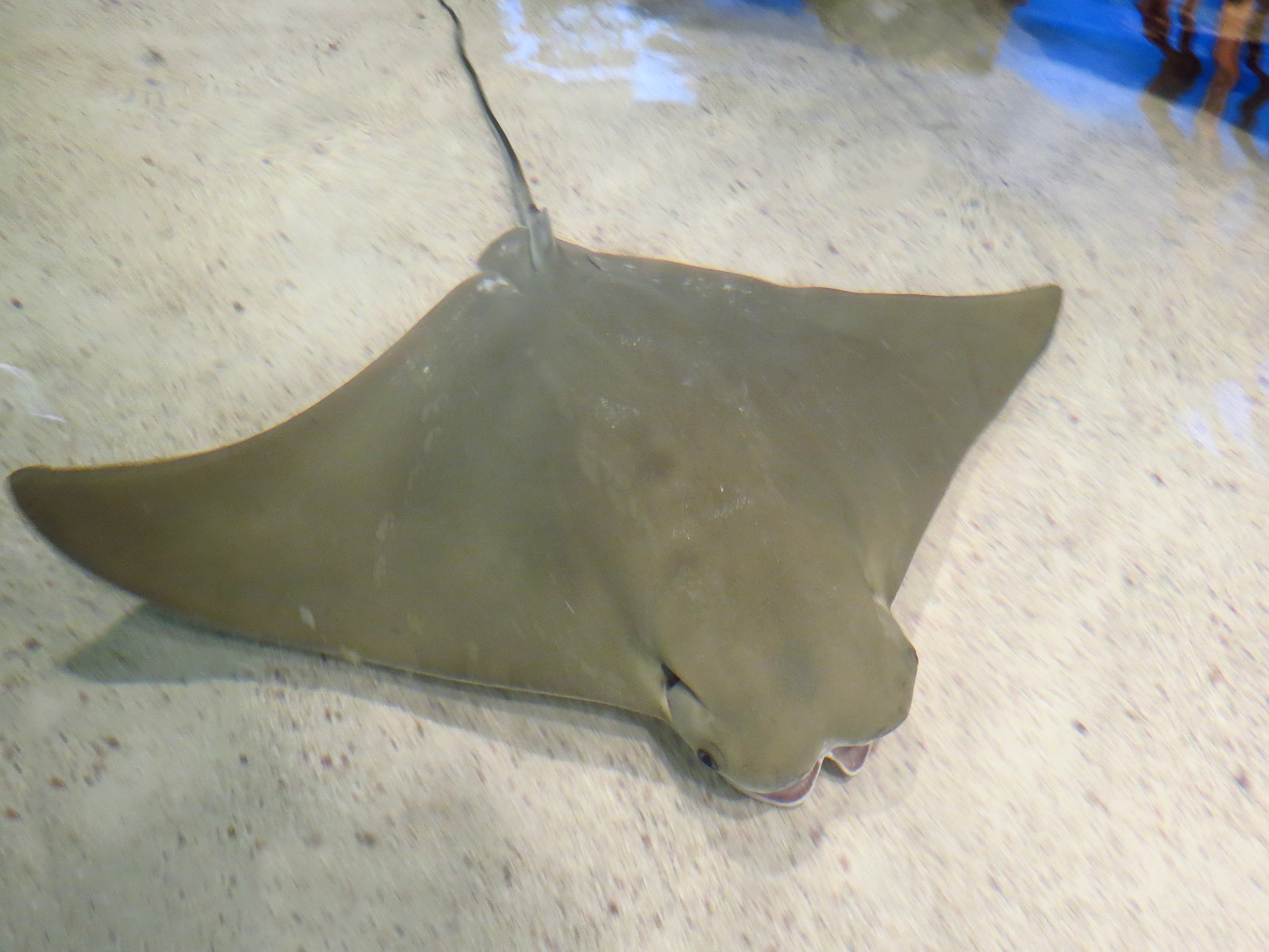
Atlantischer Kuhnasenrochen
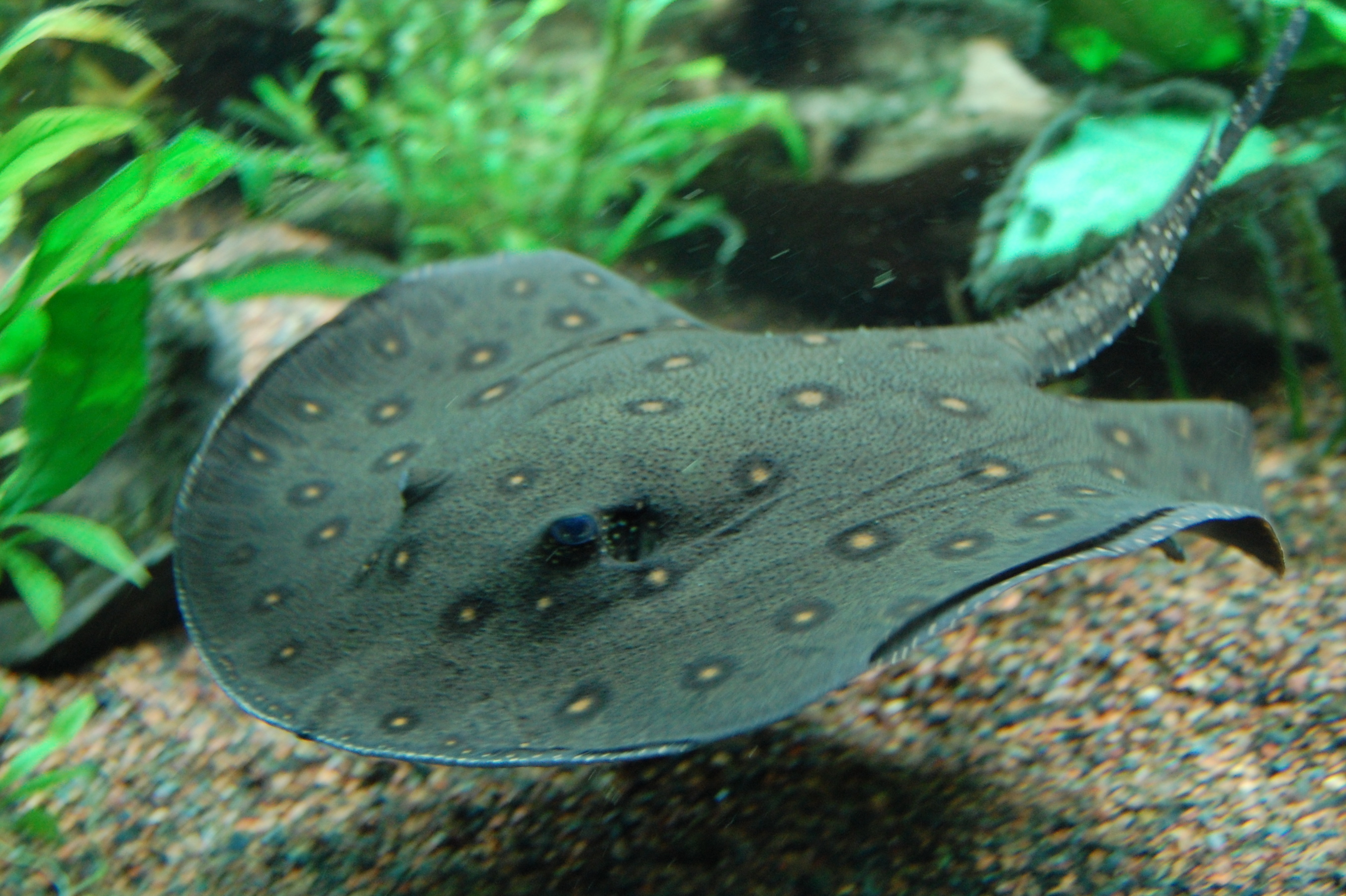
Pfauenaugen-Stechrochen
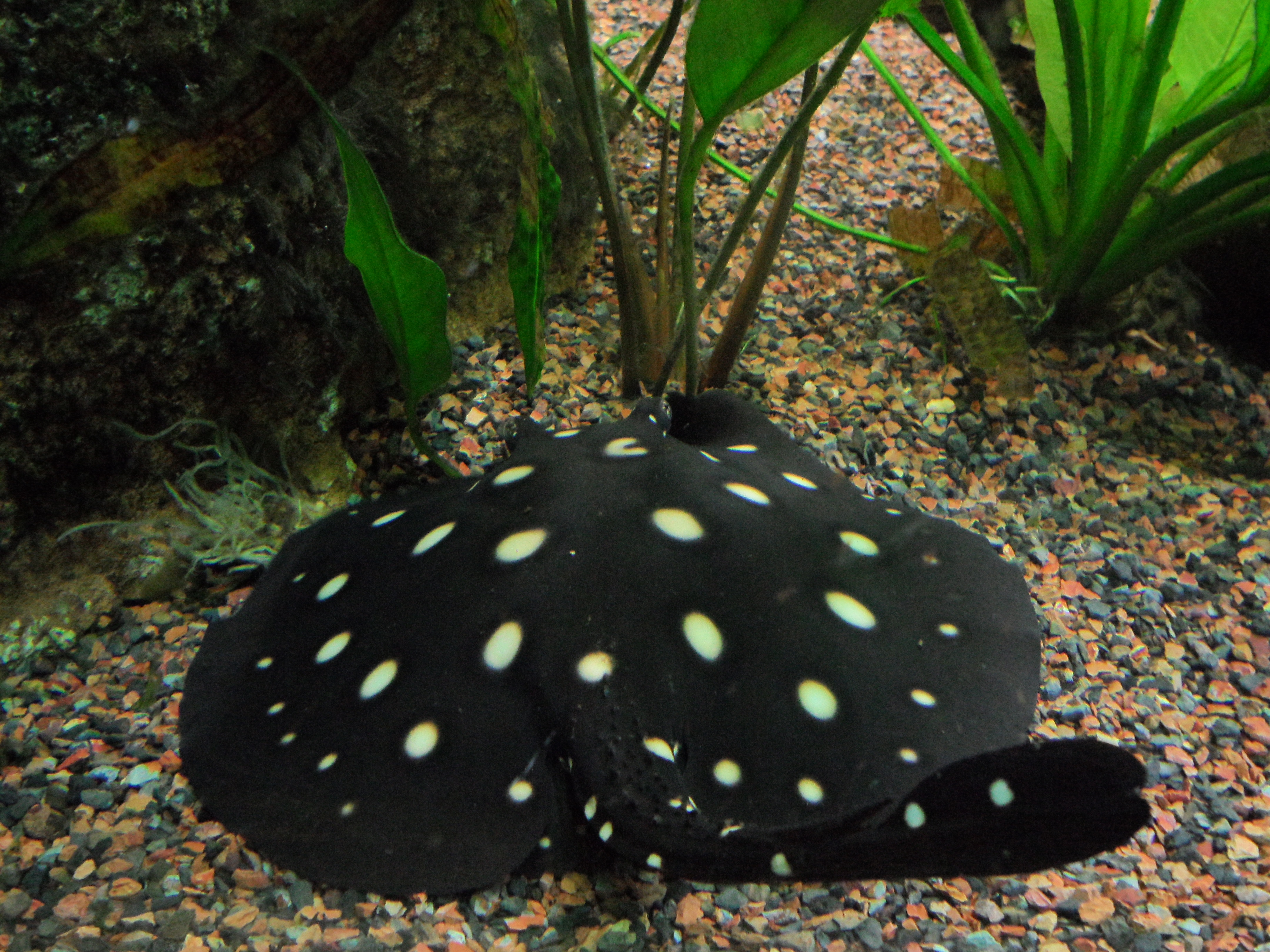
Leopoldsrochen

Im Zentrum des Aquariums befindet sich ein 760.000 Liter fassendes zylindrisches, als Giant Ocean Tank bezeichnetes Seewasserbecken, in dem eine vielfältige Fisch-, Korallen-, Seeanemonen- und Meerwasserschildkröten-Fauna besichtigt werden kann. Auf einem spiralförmigen Weg können die Besucher das Becken auf allen Ebenen umrunden und das Verhalten der Tiere durch Schaufensterscheiben besichtigen. Spezielle Schaubecken u. a. für Quallen, Seepferdchen, Seedrachen, Zitteraale und Kraken befinden sich im Programm des Aquariums. Außerdem gibt es Außenanlagen für Ohrenrobben, Hundsrobben und Pinguine.

## Walbeobachtungen

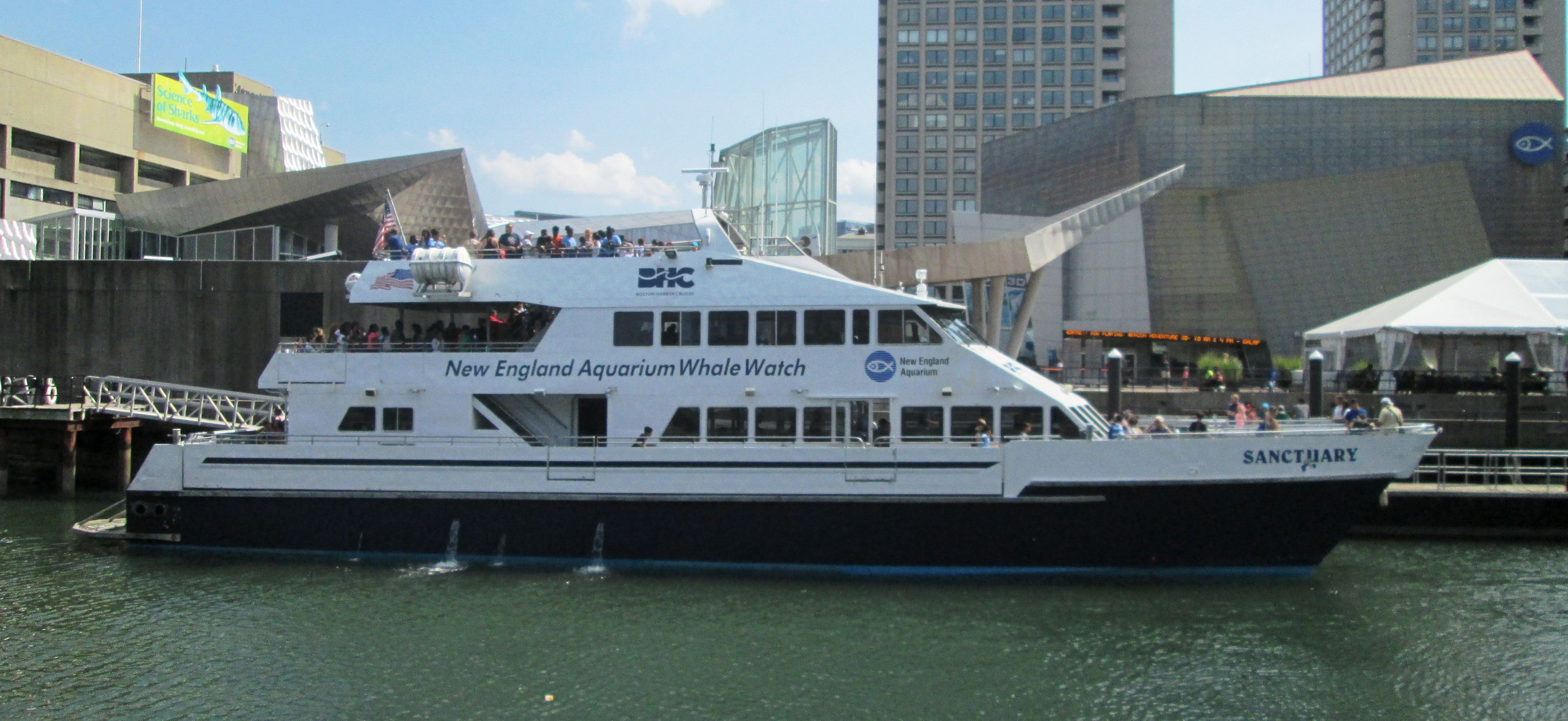
Whale Watch Boat vor dem Aquarium

In den Monaten April bis Oktober organisiert das Aquarium gemeinsam mit Boston Harbor Cruises Bootstouren, um Wale zu beobachten. Diese Touren führen in das ca. 50 Kilometer östlich von Boston befindliche Stellwagen Bank Marine Sanctuary. Beobachtet werden in erster Linie Buckel-, Zwerg- und Finnwale sowie Delfinschulen. Wenn keine Wale gesichtet wurden, erhalten die Gäste einen Gutschein für eine erneute Kreuzfahrt.

## Arterhaltungs- und Schutzprogramme
Das New England Aquarium beteiligt sich mit seinem Motto Protecting the blue planet (Schutz des blauen Planeten) an vielen Arterhaltungs- und Schutzprogrammen, wobei in jedem Jahr neue Programme hinzugefügt werden. Im Folgenden sind einige Beispiele für Schildkrötenprojekte aus dem Jahr 2021 aufgeführt:
- Das vom New England Aquarium unterhaltene Sea Turtle Hospital in Quincy behandelte 569 erkrankte Meeresschildkröten, die während der Saison 2020/21 von den Stränden entlang der Cape Cod Bay geborgen wurden. Die Tiere litten teilweise an lebensbedrohlichen Erkrankungen, beispielsweise Lungenentzündung und Dehydratation. Das Tierkrankenhaus behandelte die Tiere und setzte sie teilweise in wärmeren Gewässern oder entlang der Strände von Cape Cod wieder aus. Das Aquarium koordiniert anschließend die Beobachtung während der Sommermonate an fünf nicht zusammenhängenden Auswilderungsstellen an den Stränden von Cape Cod.
- Bei der Bekämpfung des illegalen Wildtierhandels half das Aquarium bei der Pflege und Umsiedlung von fast 100 Carolina-Dosenschildkröten (Terrapene carolina), die in einem amerikanischen Hafen auf dem Weg nach Asien entdeckt wurden. Als eine Ranavirusinfektion bei den Schildkröten festgestellt wurde, konnten sie nicht in die Wildnis zurückgegeben werden. Das Aquarium sorgte alternativ für eine artgerechte Unterbringung in Gefangenschaft.
- Mediziner des Aquariums nahmen chirurgische Eingriffe an Unechten Karettschildkröten (Caretta caretta) vor, indem sie ihnen kleine akustische Sender einpflanzten. Die Signale dieser Sender können von Unterwasserempfängern an der Ostküste der USA verfolgt werden. Das Verfahren ermöglicht es den Wissenschaftlern, die Meeresschildkröten zu überwachen und ihre Wanderungen aufzuzeichnen.

## Trivia
In den 1970er und 1980er Jahren erlangte das New England Aquarium erhöhte Aufmerksamkeit, da es einen Hoover genannten Seehund besaß, der die menschliche Stimme nachahmen konnte. Das Tier entwickelte sich zum Publikumsliebling bei den Besuchern. Hello there und How are you? waren nur zwei Phrasen aus seinem Repertoire.

## Galerie
Die folgenden Bilder zeigen einige aquatische Tiere aus dem Bestand des New England Aquariums:

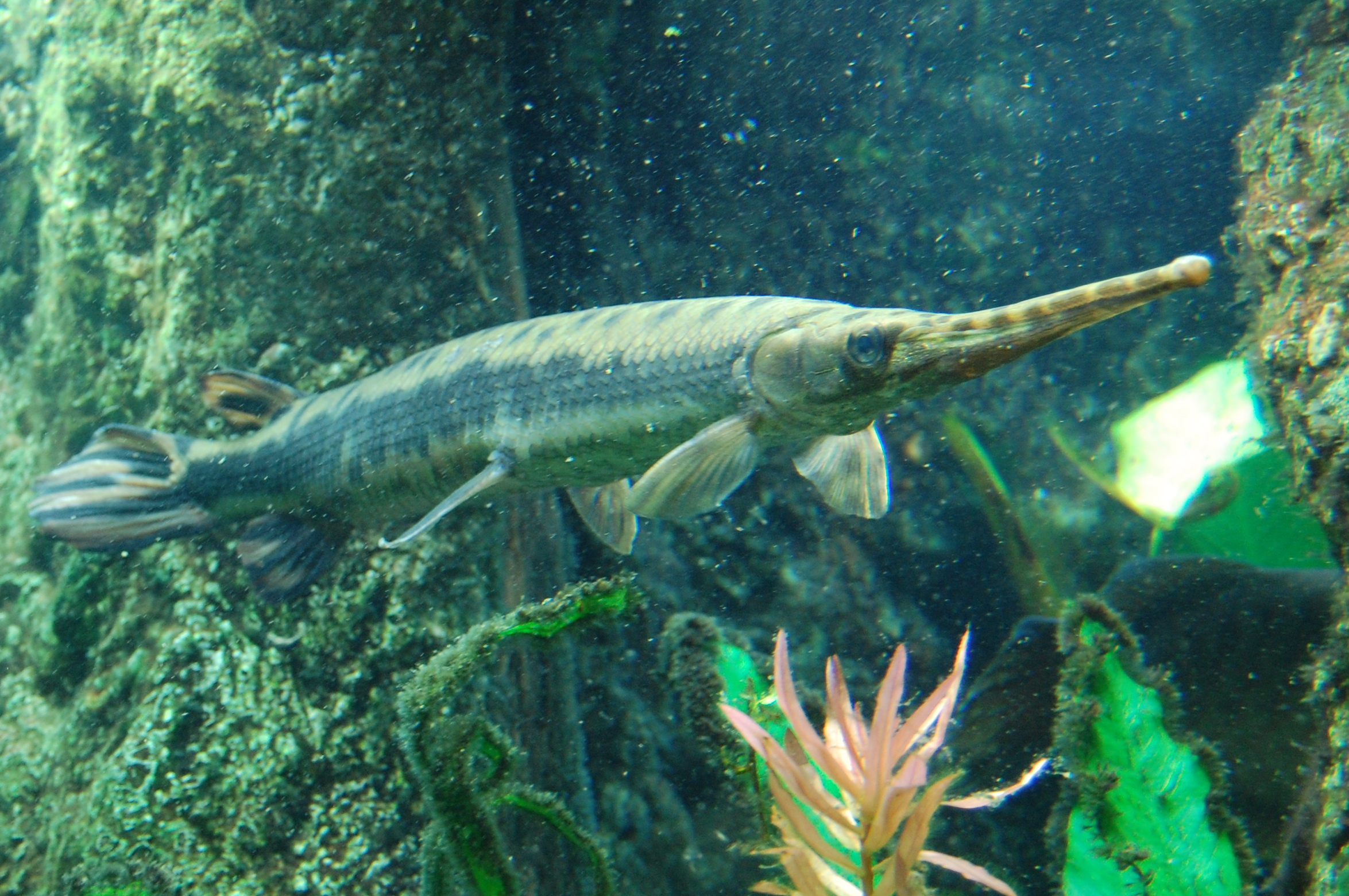
Gemeiner Knochenhecht
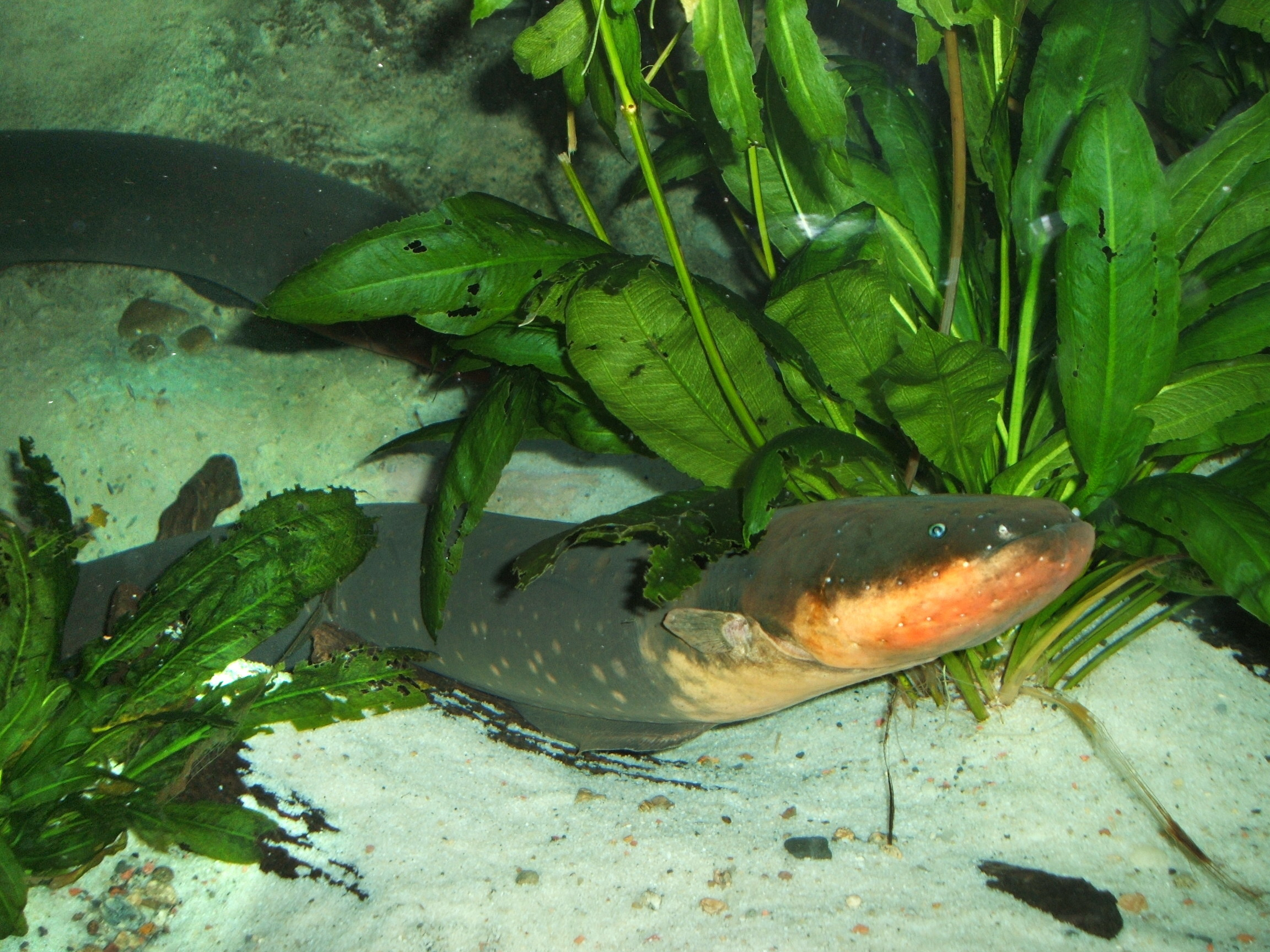
Zitteraal Electrophorus electricus
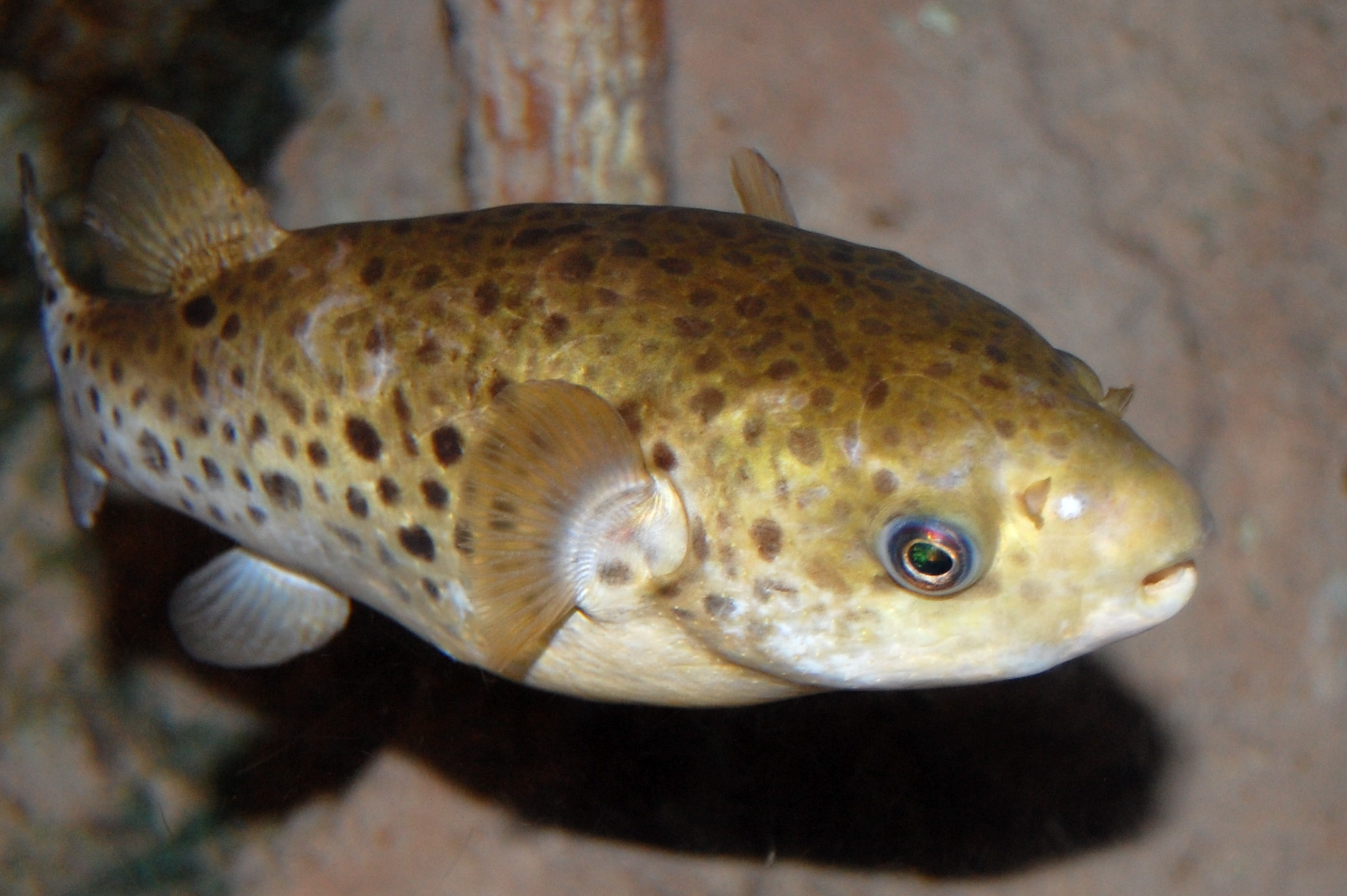
Grüner Kugelfisch
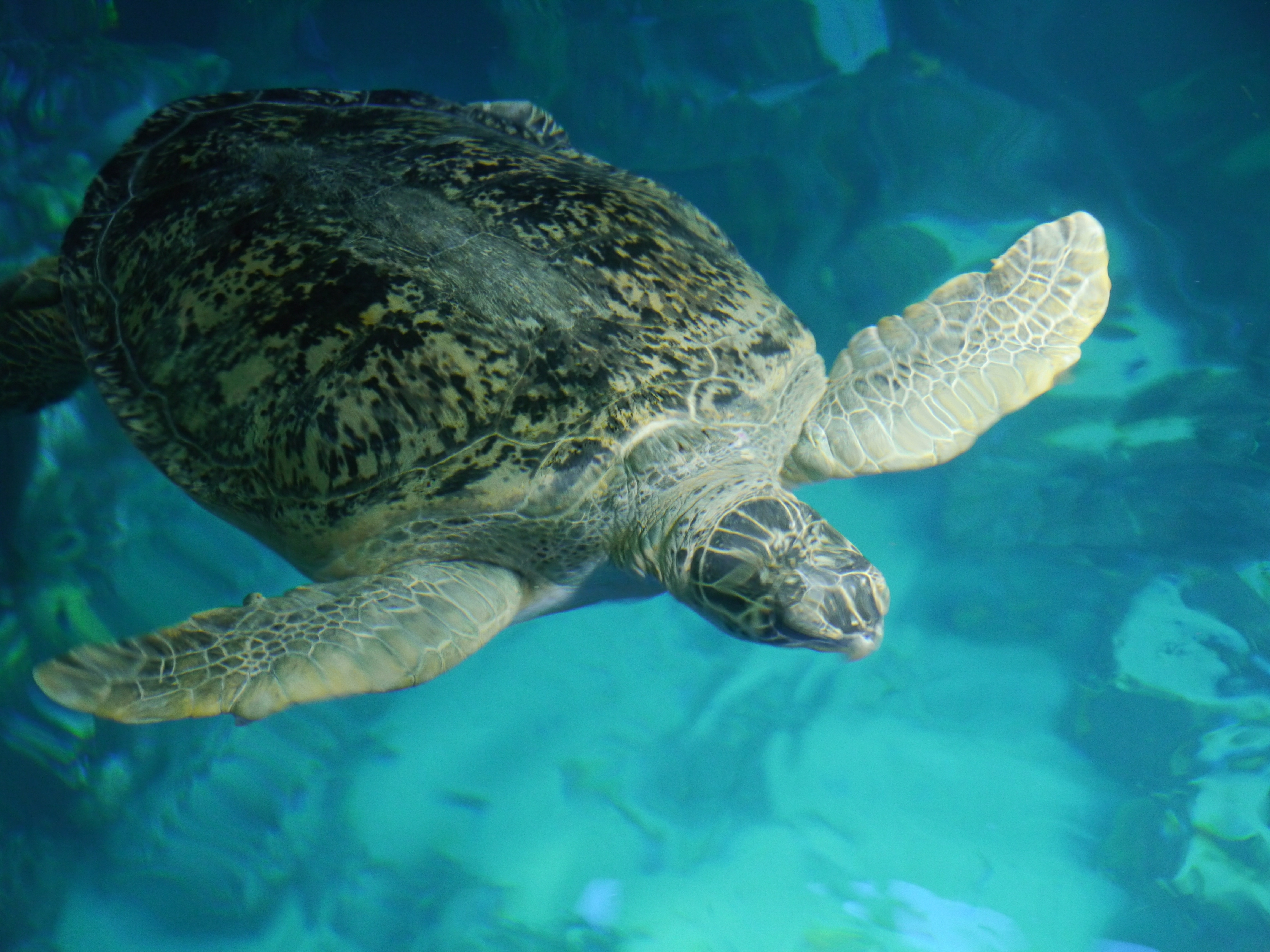
Grüne Meeresschildkröte
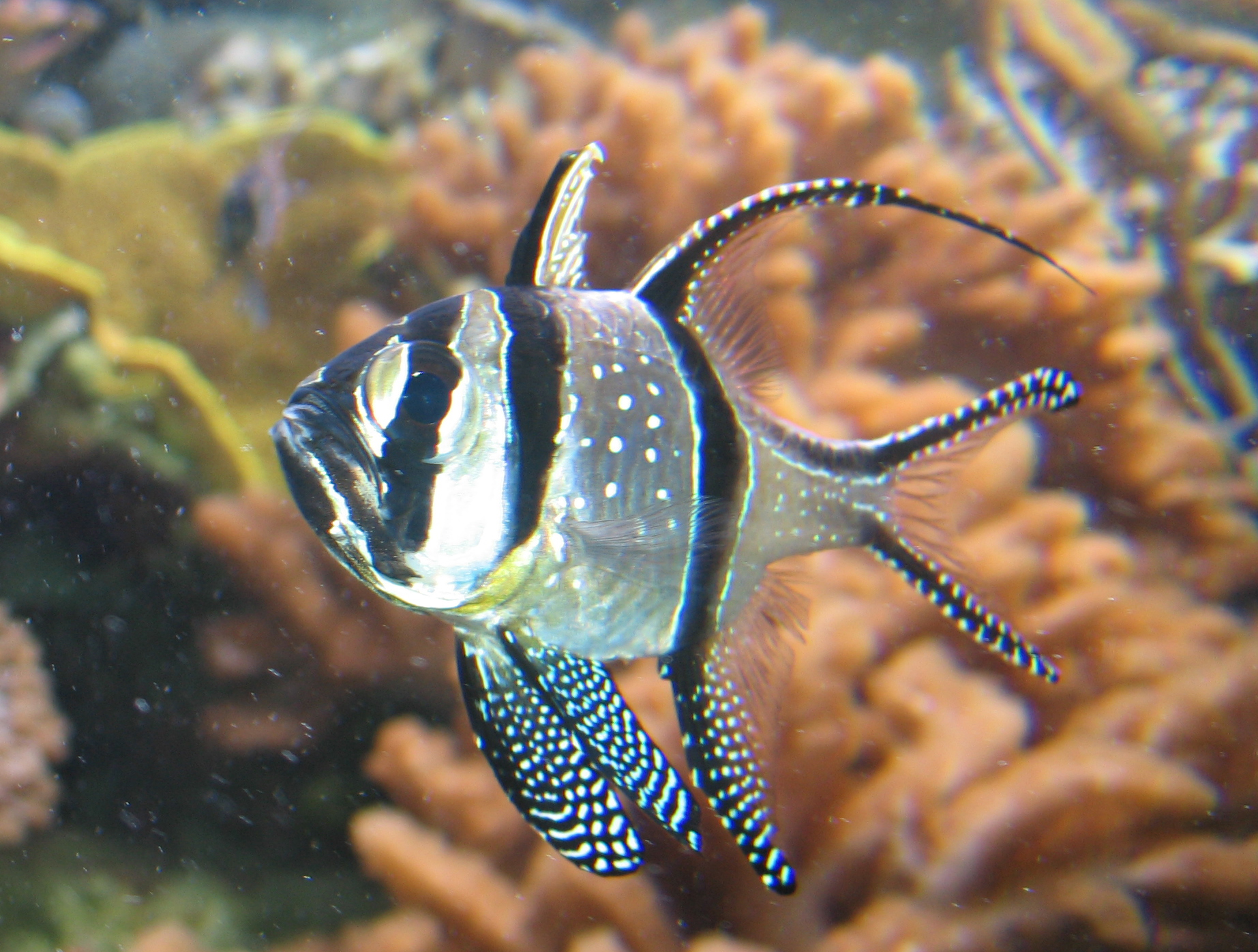
Banggai-Kardinalbarsch
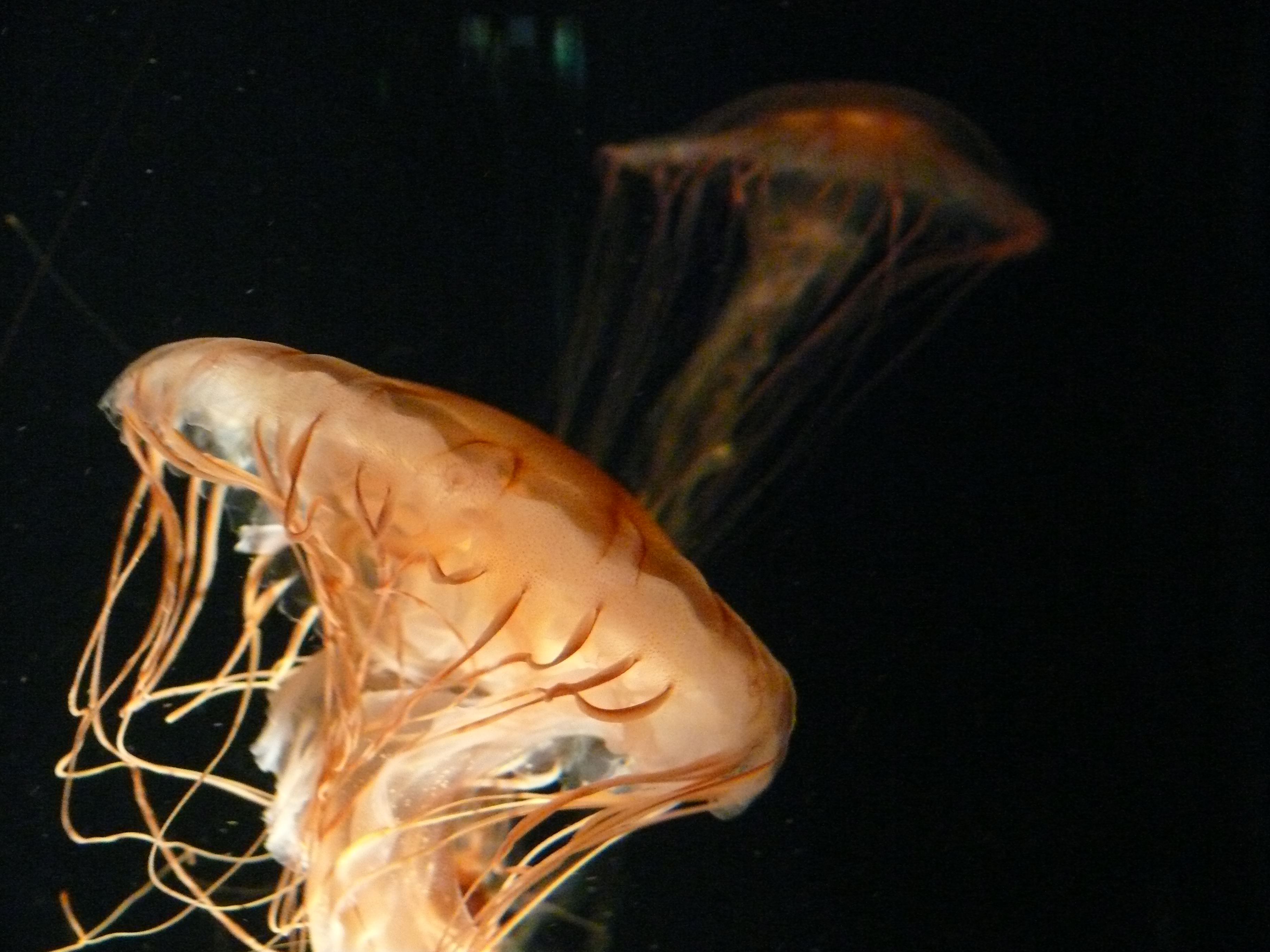
Kompassqualle
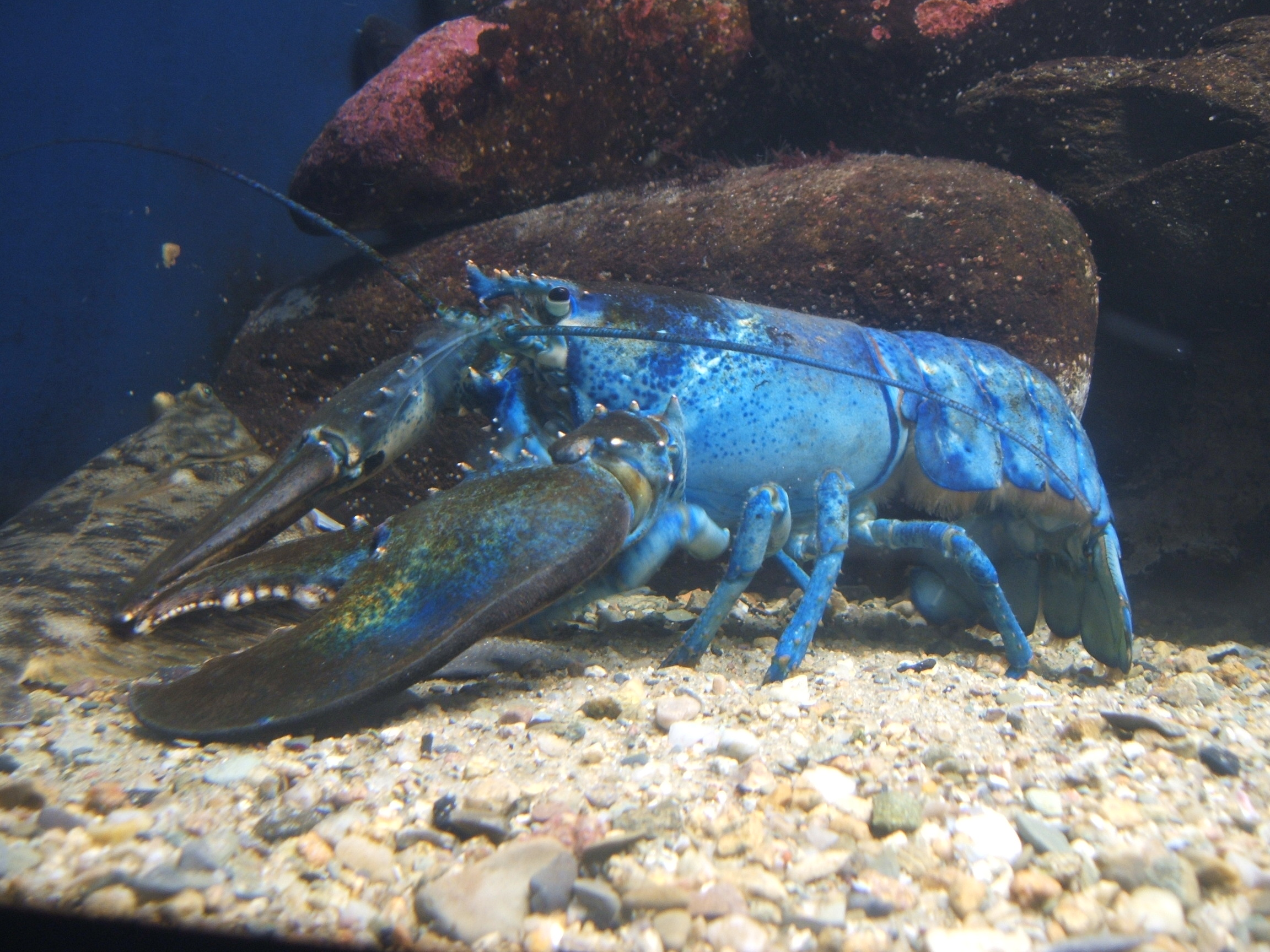
Amerikanischer Hummer, blaue Morphe
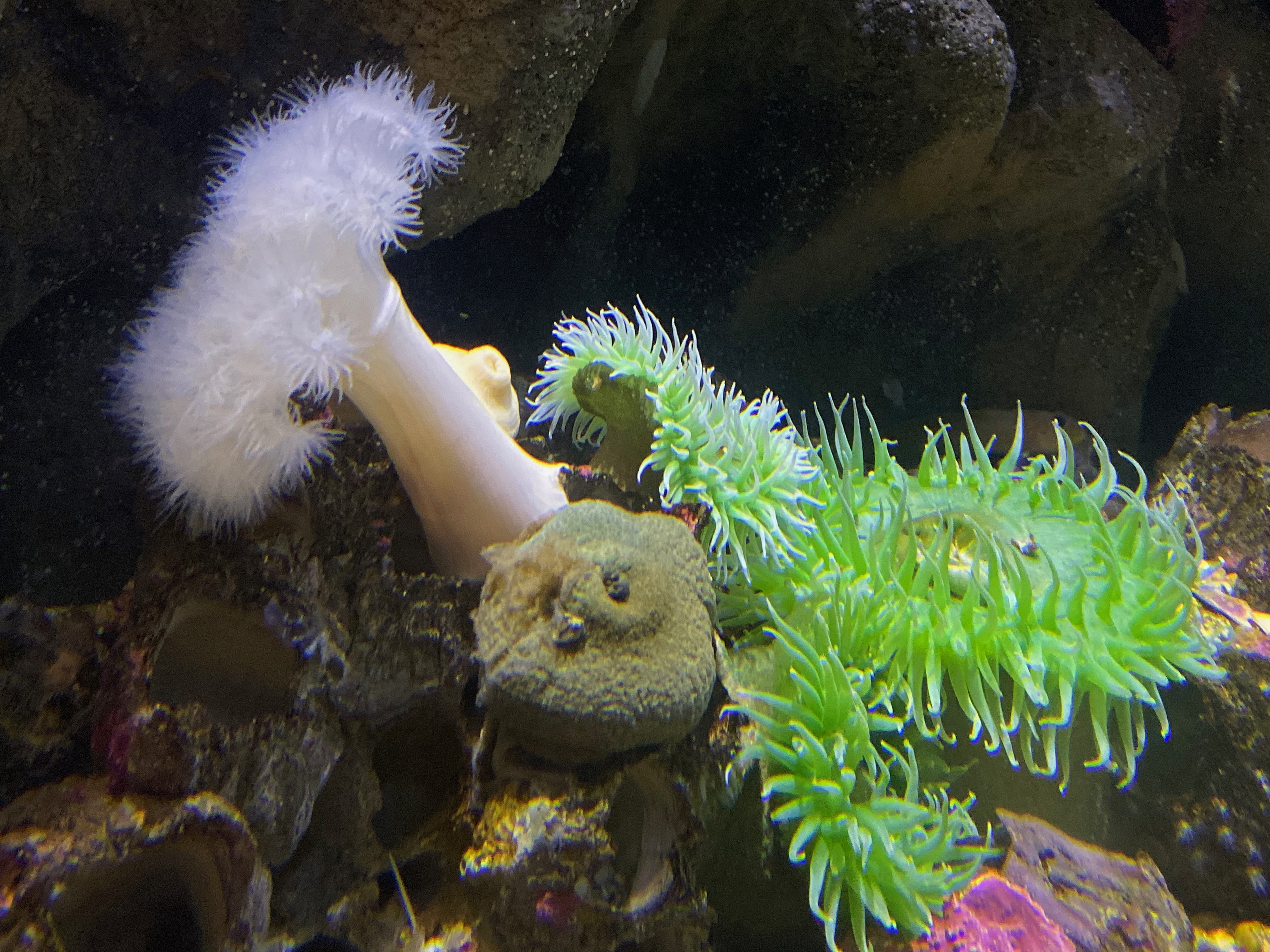
Seeanemonen
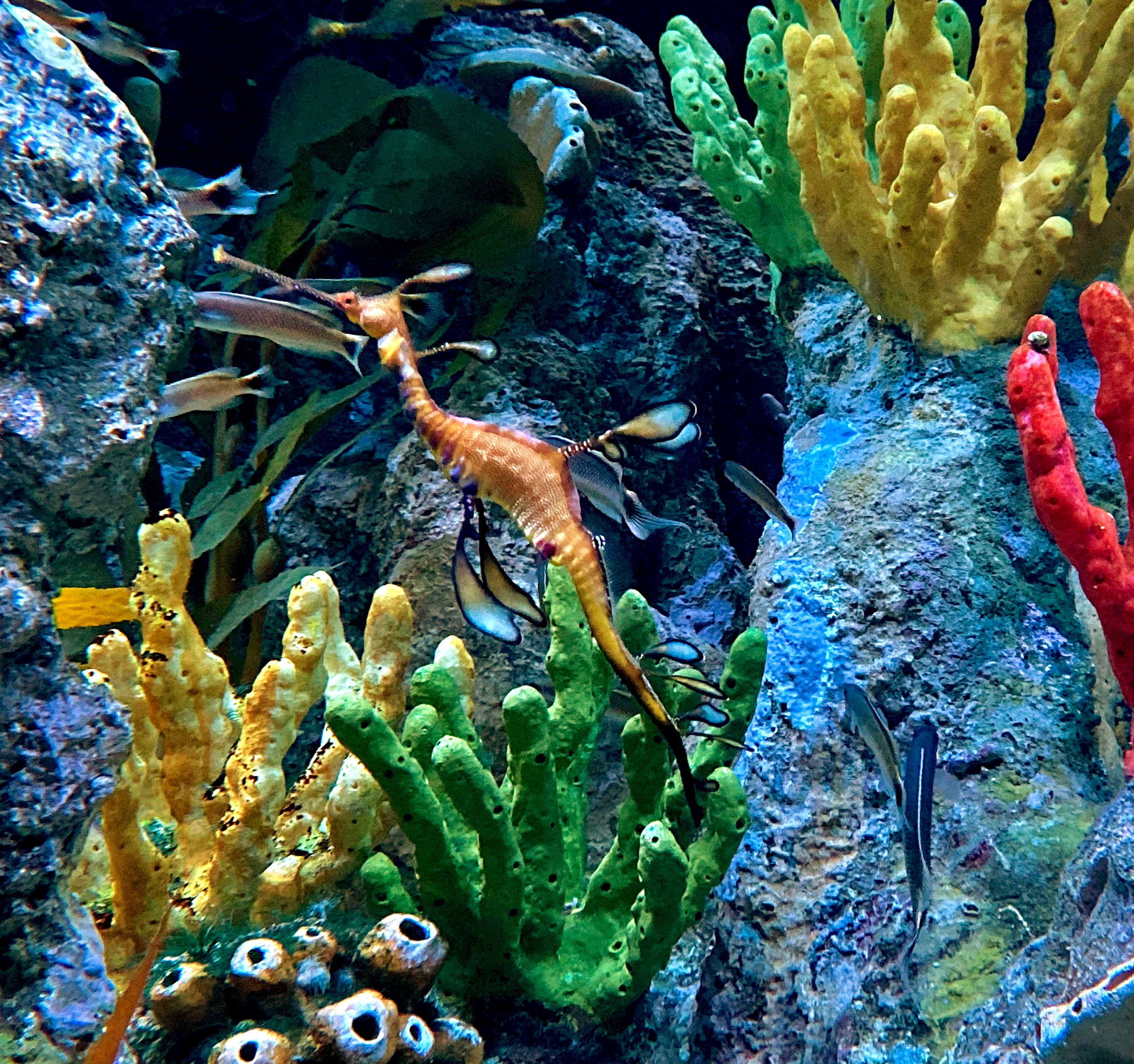
Seedrache im Korallenriff
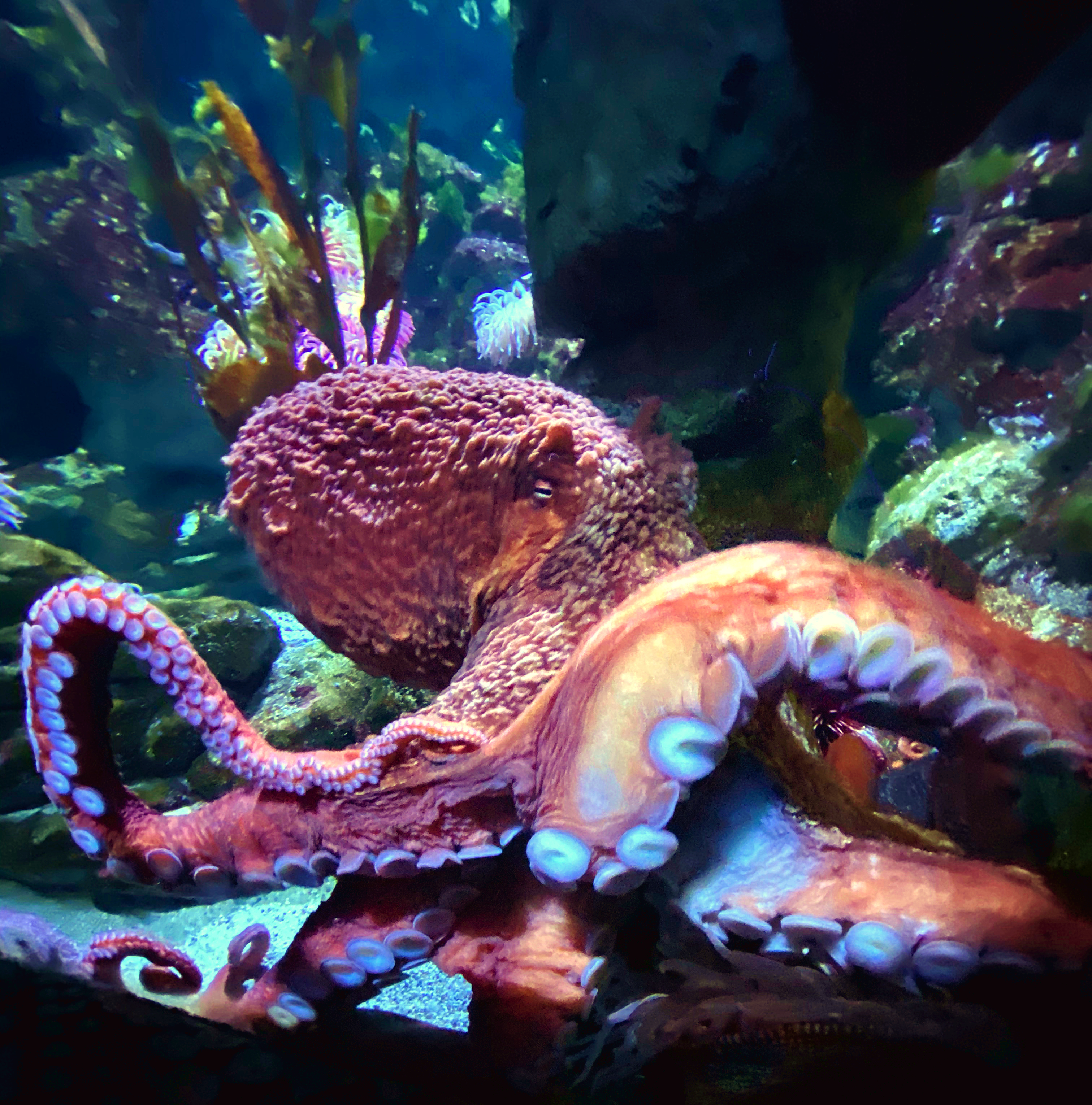
Krake
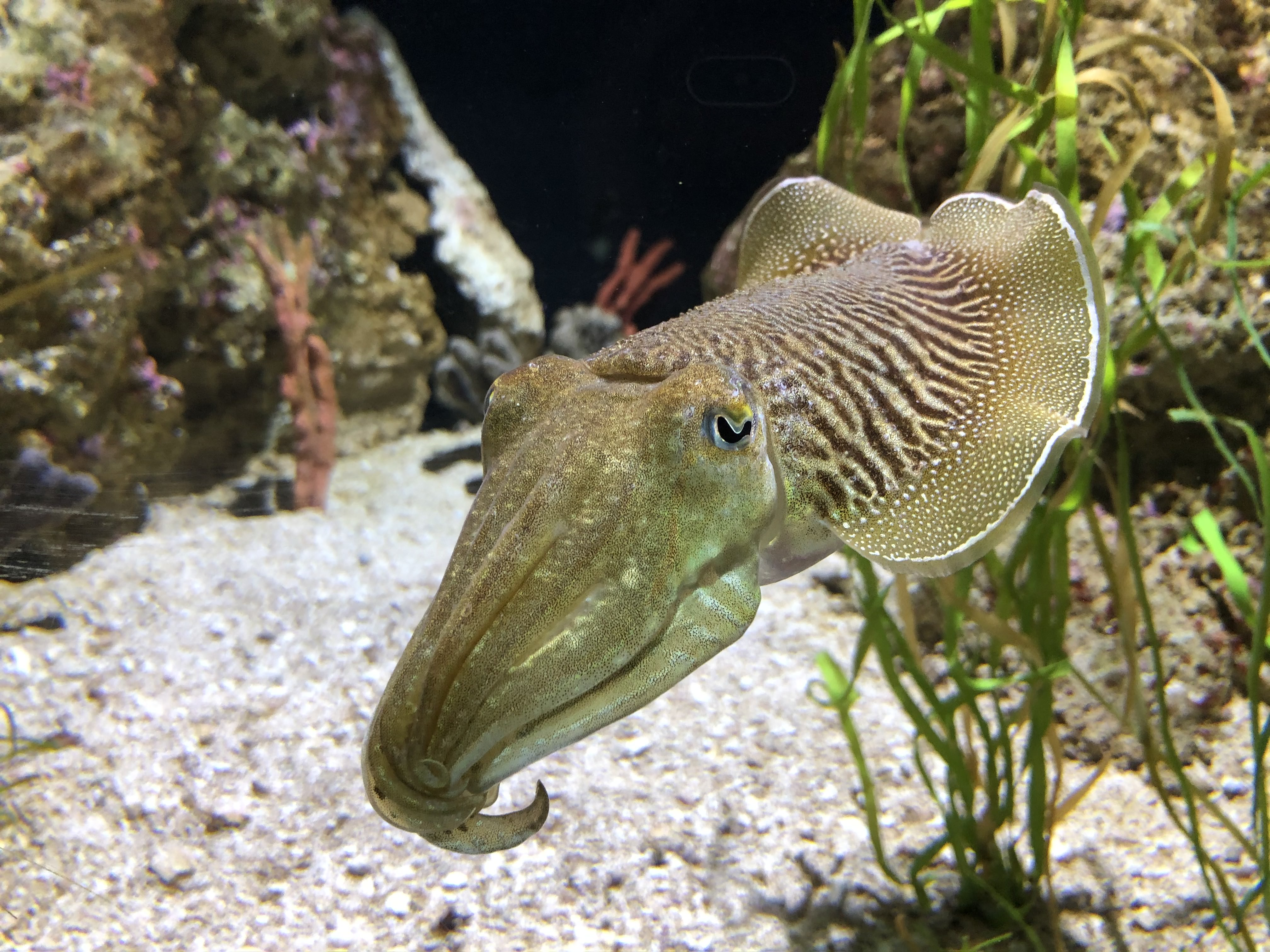
Gewöhnlicher Tintenfisch